# 深海 (東京女子流の曲)
「深海」（しんかい）は、東京女子流の20枚目のシングル。2016年8月31日にavex traxから発売された。

## 概要
2016年第1弾シングル。また、山邊未夢・新井ひとみ・中江友梨・庄司芽生の4人体制へ正式移行後リリースされた最初のCDシングル。
タイトル曲「深海」には2つのバージョンが存在し、本作のリードトラックにはトロピカルハウスを基調とした「-Hi-ra- Mix」を、先行して配信された松井寛によるアレンジ版「-Royal Mirrorball Mix-」はカップリングとして収録されている。

## 収録内容
Type-A･B
1. 「深海 -Hi-ra Mix-」 – 5:52
作詞：佐川紘樹、小池由朗 / 作曲：佐川紘樹 / 編曲：Hi-ra
2. 「君へ -Royal Mirrorball Mix-」 – 4:48
作詞：山邊未夢 / ラップ詞：中江友梨 / 作曲：Lee Jeong Won、Oh Ja Hyun / リミックス：松井寛
3. 「深海 -Hi-ra Mix-（Instrumental）」
4. 「君へ -Royal Mirrorball Mix-（Instrumental）」

Type-C
1. 「深海 -Hi-ra Mix-」
2. 「君へ -Royal Mirrorball Mix-」
3. 「深海 -Royal Mirrorball Mix-」（=TGS59） – 4:53
編曲：松井寛
4. 「深海 -Hi-ra Mix-（Instrumental）」
5. 「君へ -Royal Mirrorball Mix-（Instrumental）」

DVD（Type-Aのみ）
Document Movie [TGS LIVE 2016 in Taipei]